# Gábor Júlia
Gábor Júlia (Budapest, 1953. május 31. –) magyar könyvtáros, szerkesztő. Férje Szigethy Gábor irodalomtörténész.

## Élete
Gábor Miklós és Ruttkai Éva gyermekeként született.
1972 és 1978 között az Eötvös Loránd Tudományegyetem Bölcsészettudományi Karának magyar–angol szakos hallgatója volt.
1974–75-ben a Gondolat Könyvkiadónál dolgozott eladóként. 1978-tól 1980-ig az Országos Széchényi Könyvtárban volt könyvtáros. 1980 és 1983 között a Fővárosi Állat- és Növénykertben dolgozott könyvtárosként, nemzetközi ügyintézőként, valamint ápolóként. 1983-tól 1999-ig a Nemzetközi Színházi Intézet (ITI, UNESCO) magyar központjának titkárságának ügyvezető titkára volt. 1987-ben megalapította a Ruttkai Éva-emlékdíjat. 1989-ben létrehozta férjével a Ruttkai Éva Emlékszobát, amely 2005-ig működött. 1999 és 2003 között a Miskolci Nemzeti Színházban a nemzetközi kapcsolatok koordinátora, 2000-ben a magyar színházak fesztiváljának ügyvezető igazgatója volt.
Filmjeinél megemlítésre került a Szindbád is, amelyben Latinovits Zoltánnal együtt szerepelt. Ennek a története az, hogy Júlia soha nem szeretett volna színésznő lenni, viszont Ruttkai Évával dolgozó filmes és színházi emberek szerették volna, ha Júliából színésznő válik. Ezért megkérték szerepeljen a Szinbád című filmben, aminek kisebb katasztrófa vége lett, ugyanis Júlia nem tudott egy szót sem mondani amikor elindultak a kamerák, csak sírásba tört ki, hogy ő ezt nem tudja megcsinálni. Majd megkérdezték tőle: „Éva nem mondta hogy kell?”. Majd jelenete végül megszólalás nélkül szerepelt a filmben.

## Színházi munkái
- Karton (előadó)
- Idén nem kérek ajándékot!
- És Lőn…

## Filmjei
- Szindbád (1971)

## Művei
- Kölcsey Antónia naplója; szerk. Gábor Júlia; Magvető, Budapest, 1982 (Magyar Hírmondó)
- Száz rejtély a magyar kommunizmus történetéből; szerk. Gábor Júlia, Halmos Ferenc; Gesta, Budapest, 2004
- Gábor Júlia–Szigethy Gábor: Álomszínészpár. Történetek Ruttkai Éváról és Latinovits Zoltánról; Helikon, Budapest, 2010
- Áldás, áldomás; szerk. Gábor Júlia, Szigethy Gábor; Bencés, Pannonhalma, 2010 (Bencés humor sorozat) + CD